# 柳毛乡 (密山市)
柳毛乡，是中华人民共和国黑龙江省鸡西市密山市下辖的一个乡镇级行政单位。

## 行政区划
柳毛乡下辖以下地区：
永胜村、团结村、利民村、富乡村、同心村、双合村和新正村。